# Leovigildo do Ipiranga Amorim Filgueiras
Leovigildo do Ipiranga Amorim Filgueiras (Salvador, 7 de setembro de 1856 — 30 de janeiro de 1910) foi um político brasileiro. Exerceu o mandato de deputado federal constituinte pela Bahia em 1891.
Formado pela Faculdade de Direito do Recife, foi o primeiro professor de Filosofia e História do Direito da Faculdade Livre de Direito da Bahia, atual Faculdade de Direito da Universidade Federal da Bahia.